# Wraith: The Oblivion
Wraith: The Oblivion – jedna z gier fabularnych osadzonych w Świecie Mroku. Podobnie jak inne z tej serii, została wydana przez firmę White Wolf. Nie było polskiego wydania tej gry.

## Postacie i tło akcji
Gracze wcielają się w niej w duchy zmarłych ludzi. Są zawieszeni pomiędzy światem ludzi żywych a pustką zupełnego odejścia. W tej metafizycznej płaszczyźnie muszą borykać się ze wszystkimi problemami jakie "odziedziczyli" ze swego życia, takimi jak na przykład: zawiedzione nadzieje, zdradzeni przyjaciele, niewypełnione cele. Realizując te zamierzenia, których nie zdążyli za życia, muszą jednocześnie walczyć z tytułowym Zapomnieniem (ang. Oblivion). Zapomnienie próbuje pochłonąć wszystkie duchy, odbierając im resztę świadomości. Gra jest przesycona wrażeniem przygnębienia, horroru, żalu i przerażenia. Na tym tle każdy pozytywny aspekt życia taki jak radość, przyjaźń, sukces, miłość odznaczają się wyraźnym kontrastem. Gracze - duchy uświadamiają sobie wartość tych elementów, chronią je i do nich dążą.

## Dualny charakter bohaterów
Cechą charakterystyczną gry jest wyraźnie podwójna natura bohaterów. Z jednej strony postacie pragną jak najdłużej pozostać w świecie ludzi żywych a z drugiej - dążą do pustki Zapomnienia, w której mogłyby skończyć swoje cierpienia i odejść naprawdę. Te dwa aspekty bohatera nigdy nie są jednocześnie odgrywane przez jednego gracza. Każdemu bohaterowi - duchowi, który kurczowo trzyma się życia, towarzyszy tzw. cień odgrywany przez kogoś innego. Cień może być kierowany przez Mistrza Gry, gracza prowadzącego innego ducha lub innego gracza odgrywającego tylko i wyłącznie postać cienia.

## Cień
Cień realizuje swoje własne cele, które czasem mogą być zgodne z zamierzeniami ducha. Przez większość czasu cień jedynie rozmawia ze swoim duchem. W rozmowach wcale nie musi być szczery, chociaż często bywa pomocny. Jest handlarzem, który pomagając duchowi każe sobie płacić wysoką cenę. Przewrotnie zwykle nie reaguje na próby nawiązania kontaktu a proszony o pomoc jedynie złośliwie się śmieje, czekając na porażkę ducha. Jest obserwatorem, który włącza się do akcji gdy uzna, że nadszedł dla niego właściwy moment. Jeśli rzeczywiście wybierze odpowiedni moment, może na pewien czas przejąć wszystkie czynności jakie normalnie wykonuje duch i wszystkie jego umiejętności. Najważniejszym celem cienia jest doprowadzenie bohatera do odejścia w Zapomnienie. Według niego jest to dobry uczynek - przecież ulży cierpieniom postaci!

## Trudność gry
Gra jest trudna, często prowadzi do konfrontacji między graczami i jest kierowana raczej do osób dorosłych. Może prowadzić do problemów emocjonalnych, zwłaszcza u osób z delikatną lub nie do końca ukształtowaną psychiką. Przed jej rozpoczęciem sugerowane jest, również przez autorów, nabranie doświadczenia w innych grach fabularnych, w szczególności dziejących się w Świecie Mroku. Jednak dla graczy świadomych i dojrzałych, rozgrywane scenariusze mogą być interesującym doświadczeniem, pozwalającym na głębsze poznanie własnej psychiki oraz dającym możliwość poszukiwania odpowiedzi na moralne i egzystencjalne pytania.

## Komentarz do tłumaczenia
Angielskie słowo "wraith" tłumaczone na język polski to "upiór". Jednak słowo "upiór" w języku polskim jest nacechowane o wiele bardziej pejoratywnie niż jego angielski odpowiednik. Starosłowiański "upiór" oznaczał człowieka wstającego z martwych i wypijającego krew żywych, a więc dzisiejszego "wampira". Dlatego w tekście "wraith" przetłumaczono po prostu jako "duch".